# Juan de Badajoz le Jeune
Juan de Badajoz le Jeune, Juan de Badajoz el Mozo en castillan, est un architecte et maître d'œuvre espagnol (maestro mayor de obras) de style gothique tardif, né à León vers 1495-1498, et mort à León en 1552 ou vers 1560.
Il est le fils de Juan de Badajoz le Vieux.

## Biographie

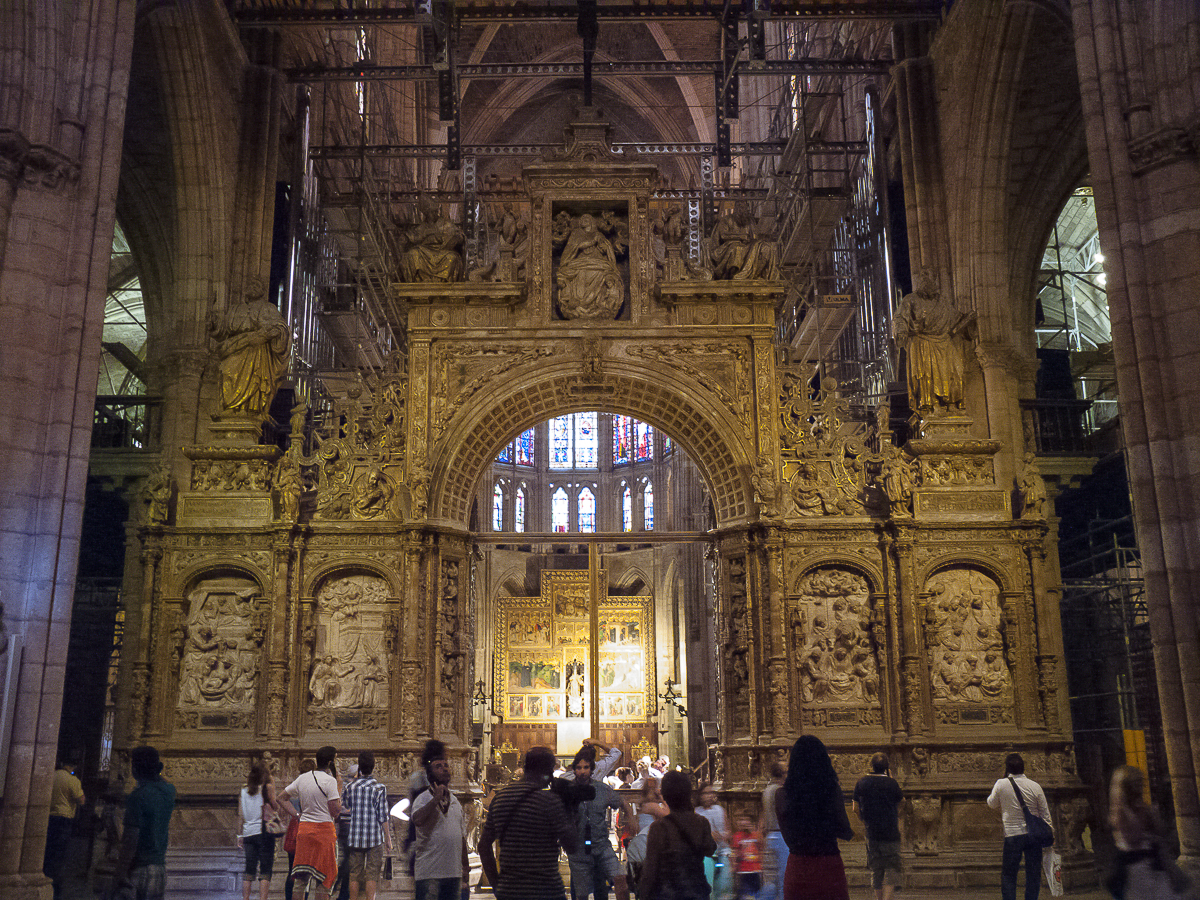
Transcoro
Cathédrale de León

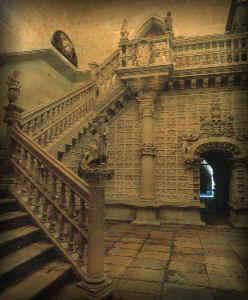
Escalier de la salle capitulaire
Cathédrale de León

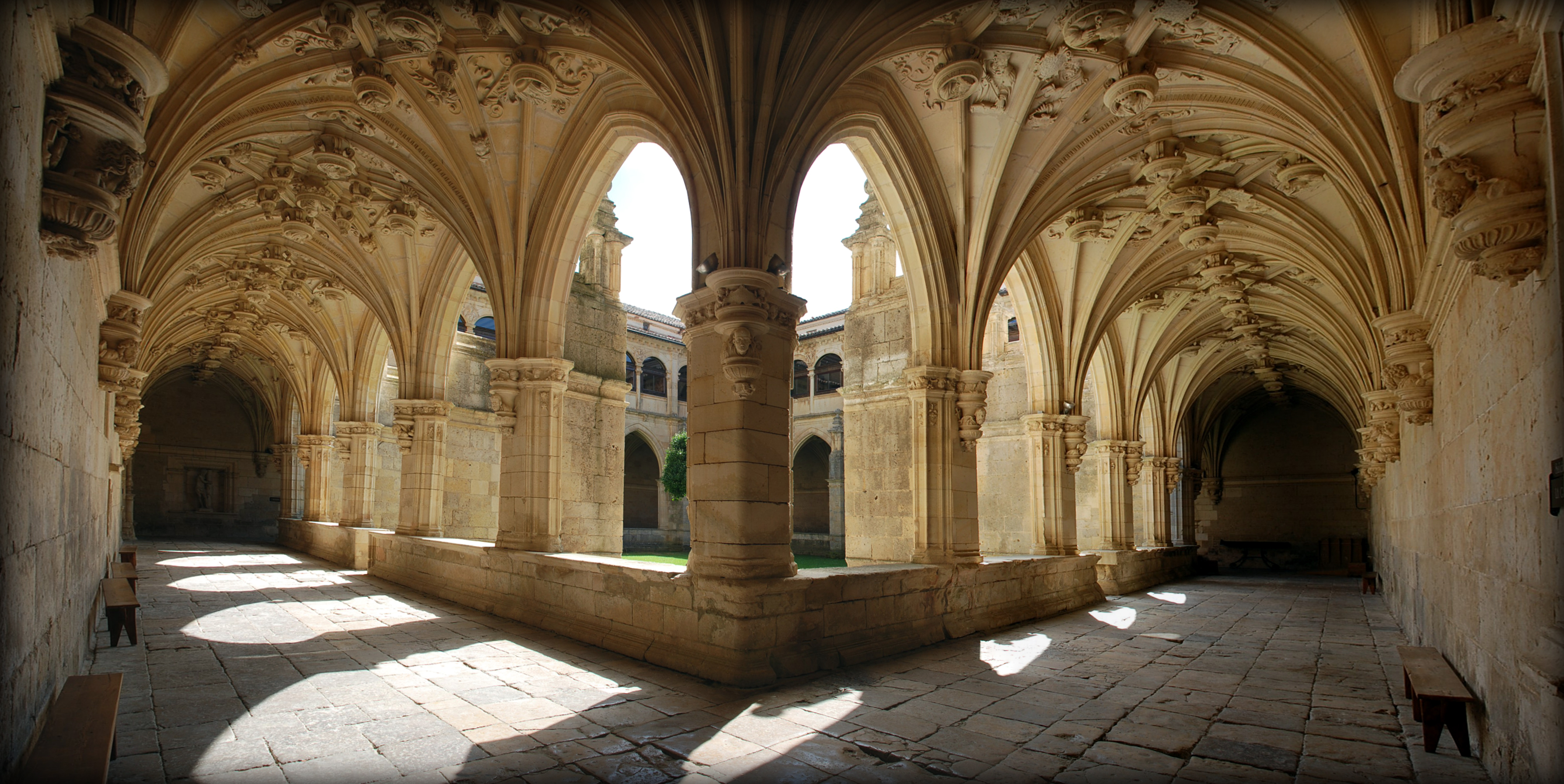
Cloître du monastère de Saint Zoilo
Carrión de los Condes

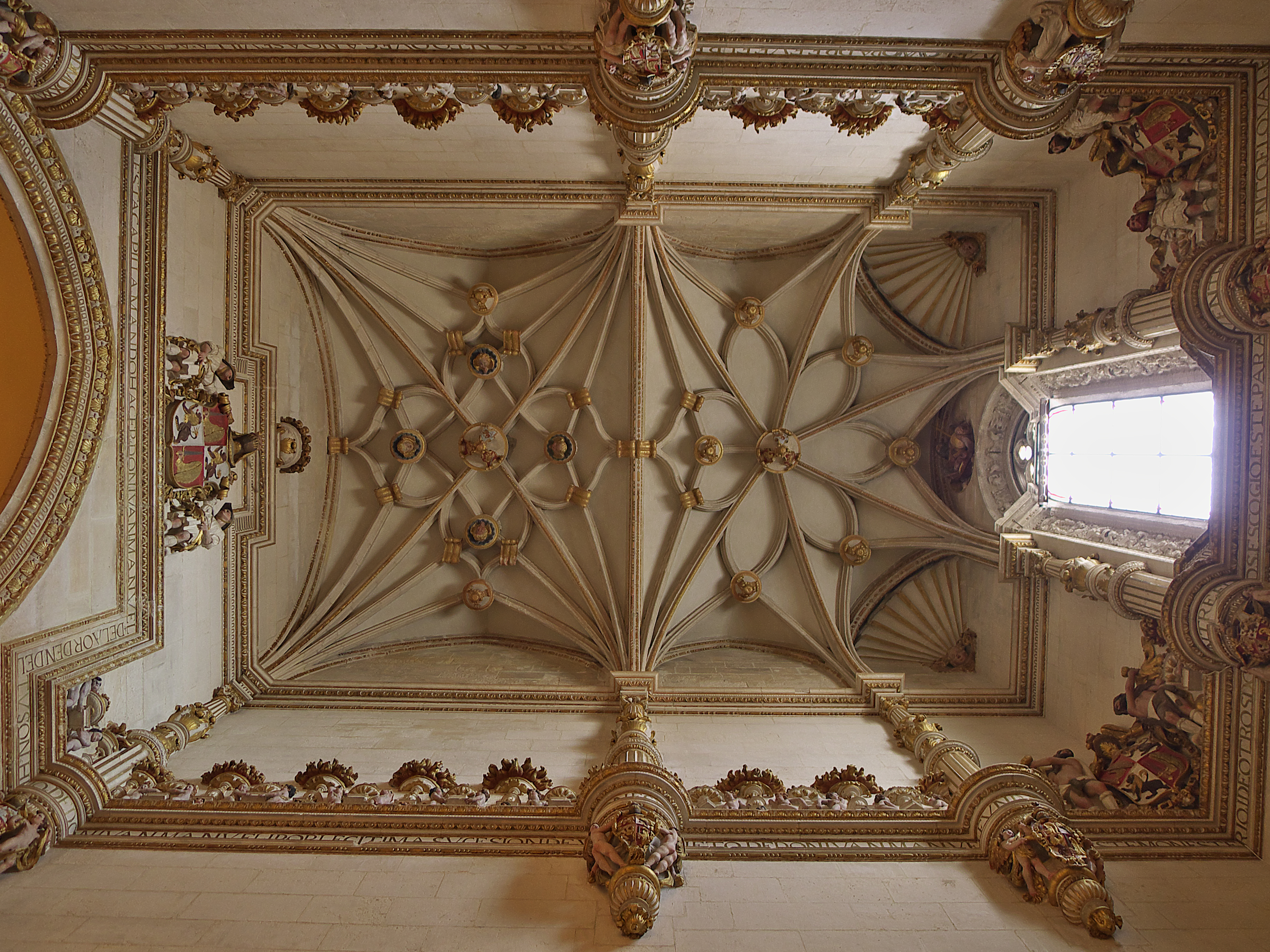
Chapelle de l'infant don Juan Manuel
Convento de San Pablo de Peñafiel

En 1516, il est substitué à son père pour faire l'évaluation du portail de Santa María del Carmino de la cathédrale de León avec Juan de Orozco, maître d'œuvre de San Marcos. Ce travail lui est payé en janvier 1516.
Pendant la guerre des Communautés de Castille, il est proche des comuneros mais il a reçu le pardon royal.
Après la mort de son père, il devient maître d'œuvre (maestro mayor), en 1525,  de la cathédrale de León. Il refait le tombeau de saint Alvito dans la cathédrale de León à la demande de Pedro Manuel, évêque de León entre 1523 et 1534, pour lequel il réalise un autel sous un arc de triomphe avec une profusion de décorations avec des grotesques, des putti, des éléments végétaux avec des scènes de la vie du saint. À la demande de l'évêque, il a fait les plans d'urbanisme de la  plaza de Regla devant la façade de la cathédrale.
En 1529, il traite de la clôture du chœur(transcoro) de la cathédrale de León dont il a fait les plans mais n'a été commencé qu'en 1557. En 1530 il a réalisé l'escalier du chapitre dans l'aile nord du cloître de la cathédrale et il commence à rassembler les pierres pour le transcoro.
En 1534 Juan de Badajoz le Jeune a démoli les palais royaux romans de la collégiale de San Isidoro pour y construire à la place la bibliothèque avec la première voûte elliptique de la Renaissance espagnole et pour permettre l'accès a dessiné une porte renaissante qui permet de communiquer avec la tribune romane transformée en salle capitulaire. La même année, Juan de Juni arrive à León où il a travaillé au Convento de San Marcos et a probablement sculpté pour des scènes du transcoro.
Entre 1535 et 1538 il a fait plusieurs travaux dans la cathédrale de León : arcs pour faire communiquer les chapelles de santiago et San Andrés, sculptures dans le style platesque de la façade principale.
Il termine en 1536 la chapelle funéraire de don Juan Manuel dans le Convento de San Pablo de Peñafiel.
Il a fait les plans du cloître du monastère de San Zoilo à Carrión de los Condes en 1537.
En 1545 il fait les plans et commence la construction de l'église du monastère de San Pedro de Eslonza comme on peut le lire sur la porte qui conduit au cloître : « Anno Domini M.D.XLV. die vero IX aprilis hanc Ædem - Fr. Didacus Abbas, et Johannes de Badajoz Architector ab ipsis fundamentis erexerunt », ainsi que son cloître en 1547.
Il a terminé la sacristie du Convento de San Marcos à León en 1549. En 1550 il est documenté comme maître de la basilique de San Isidoro de León.
En 1567, la maison qu'il occupait et qui appartenait au chapitre de la cathédrale est rendue.